# Telmessus acutidens
Telmessus acutidens is een krabbensoort uit de familie van de Cheiragonidae. De wetenschappelijke naam van de soort is voor het eerst geldig gepubliceerd in 1848 door Stimpson.